# Bradypterus baboecala
Bradypterus baboecala е вид птица от семейство Locustellidae.

## Разпространение
Видът е разпространен в Ангола, Ботсвана, Бурунди, Камерун, Чад, Демократична република Конго, Република Конго, Етиопия, Кения, Малави, Мозамбик, Намибия, Нигерия, Руанда, Южна Африка, Южен Судан, Судан, Свазиленд, Танзания, Того, Уганда, Замбия и Зимбабве.